# Bror Strid
Karl Axel Bror Strid, född 29 juni 1922 i Västervik, död 14 december 2013, Rumma, Kindabygden, var en svensk träbildhuggare och skulptör.
Han är son till lantbrukaren Carl Natanael Strid och Alva Sofia Elisabet Schwartz och från 1948 gift med Maj Sonja Louise Collin. Strid studerade vid Västerviks ornamentsbildhuggarskola 1938–1944 och vid Lena Börjesons skulpturskola i Stockholm 1944 samt Konstfackskolan 1949–1950. Tillsammans med Anna-Stina Nilstoft och Birgit Krafft-Wæsterberg ställde han ut i Gamleby 1958 och tillsammans med Eugen Kask och Sven Oscarsson i Västervik 1962. Han medverkade i Sveriges allmänna konstförenings vårsalonger på Liljevalchs konsthall samt samlingsutställningar i Kalmar, Halmstad, Västervik och Gamleby. I sina tidiga arbeten inspirerades han av ben expressionistisk formgivning men övergick i mitten av 1950-talet till påverkan från en mer primitiv skulpturkonst. Han arbetade i flera olika material bland annat trä, terrakotta, sten och metall. Strid är representerad med skulpturen Ugglan vid Kalmar konstmuseum och med en minnestavla i Vaxholms regementsmuseum, träkonstruktionen Seglats vid Gamleby folkhögskola samt bronsskulpturen Svetsloppornas dans i Västerviks Folkets hus.  